# Alma Juventus Fano 1906
El Alma Juventus Fano 1906 fue un club de fútbol de Italia, con sede en Fano, en las Marcas. Fue fundado en 1906.
El club juega partidos de local en el Estadio Raffaele Mancini en Fano, el cual tiene una capacidad de aproximadamente 8800 espectadores. El color del club es granate.

## Historia
Fue fundado en el año 1906 con el nombre Società Ginnastica Alma Juventus Fano por un profesor de latín del Liceo Guido Nolfi. El 13 de mayo de 1915 adoptaron el nombre que tienen actualmente.

## Palmarés

### Torneos interregionales
- Serie C2 (2): 1978-79 (Grupo C), 1989-90 (Grupo C)
- Serie D (2): 1975-76 (Grupo D), 2001-02 (Grupo E)

### Torneos regionales
- Promozione Marche (1): 1955-56
- Seconda Divisione Marche (1): 1931-32